# Seddera simmonsii
Seddera simmonsii är en vindeväxtart som beskrevs av Bernard Verdcourt. Seddera simmonsii ingår i släktet Seddera och familjen vindeväxter. Inga underarter finns listade i Catalogue of Life.